# Боя
Боята (от тур. boya) е вискозна течност или гъста маса, която след нанасяне върху повърхност в тънък слой създава плътно непрозрачно покритие в конкретен цвят. Боята се използва най-често за да предпазва, оцветява и украсява, и също така да придава текстура на обектите.
Боите са съставени от свързващо вещество (полимер) на водна основа или на основа органичен разтворител – съответно водоразредими бои или бои на основа органични разтворители. В състава им влизат още и редица помощни вещества като сгъстители, антипенители, катализатори на съхнене, добавки за разливност, омокрящи агенти и др.
Има тенденция към нарастване на дяла на водоразредимите бои, които замърсяват по-малко атмосферата. Повечето бои за стени (т.нар. латексови бои) са водоразредими. Много продукти за покрития за дърво и метал също преминават на водна основа, замествайки традиционните бои в органичен разтворител (алкидни бои и емайли).

## Видове
- Грундът е подготвително покритие, нанесено върху материали преди нанасянето на действителната боя.[2] Грундираната повърхност осигурява по-добра адхезия на боята, като по този начин увеличава издръжливостта на боята и осигурява подобрена защита на боядисаната повърхност.
- Емулсионните бои са бои на водна основа, в които бояджийският материал е диспергиран в течност, съставена предимно от вода.
- Лаковете са по същество бои без пигмент;[3] те осигуряват защитно покритие без значително обезцветяване на повърхността, въпреки че могат да подчертаят цвета на материала.
- Байцът за дърво е вид боя, която е много „рядка“, т.е. има нисък вискозитет, така че пигментът се абсорбира в материала (дървото), вместо да остава във филм на повърхността.[4] Байцът е основно диспергиран пигмент или разтворено багрило плюс свързващо вещество в разтворител. Той е предназначен да добави цвят към повърхност без покритие.
- Тебеширената боя е декоративна боя. Най-често този вид боя е на водна основа.[5] Тебеширената боя е за домашен декор във винтидж стил.
- Топлоизолационната боя намалява скоростта на пренос на топлина през повърхността, върху която се прилага. Един тип състав се основава на добавяне на кухи микросфери към всеки подходящ тип боя.
- Боята против плъзгане съдържа химикали или пясък, които увеличават повърхностното триене и намаляват риска от подхлъзване, особено при мокри условия.
- Боята за пътна маркировка[6] се използва специално за маркиране и боядисване на пътни знаци и линии, които образуват траен покривен филм върху пътната настилка. Трябва да изсъхва бързо, да осигурява дебело покритие и да е устойчива на износване и приплъзване, особено при мокри условия.